# Lepanthes striata
Lepanthes striata är en orkidéart som beskrevs av João Barbosa Rodrigues. Lepanthes striata ingår i släktet Lepanthes och familjen orkidéer. Inga underarter finns listade i Catalogue of Life.

## Bildgalleri

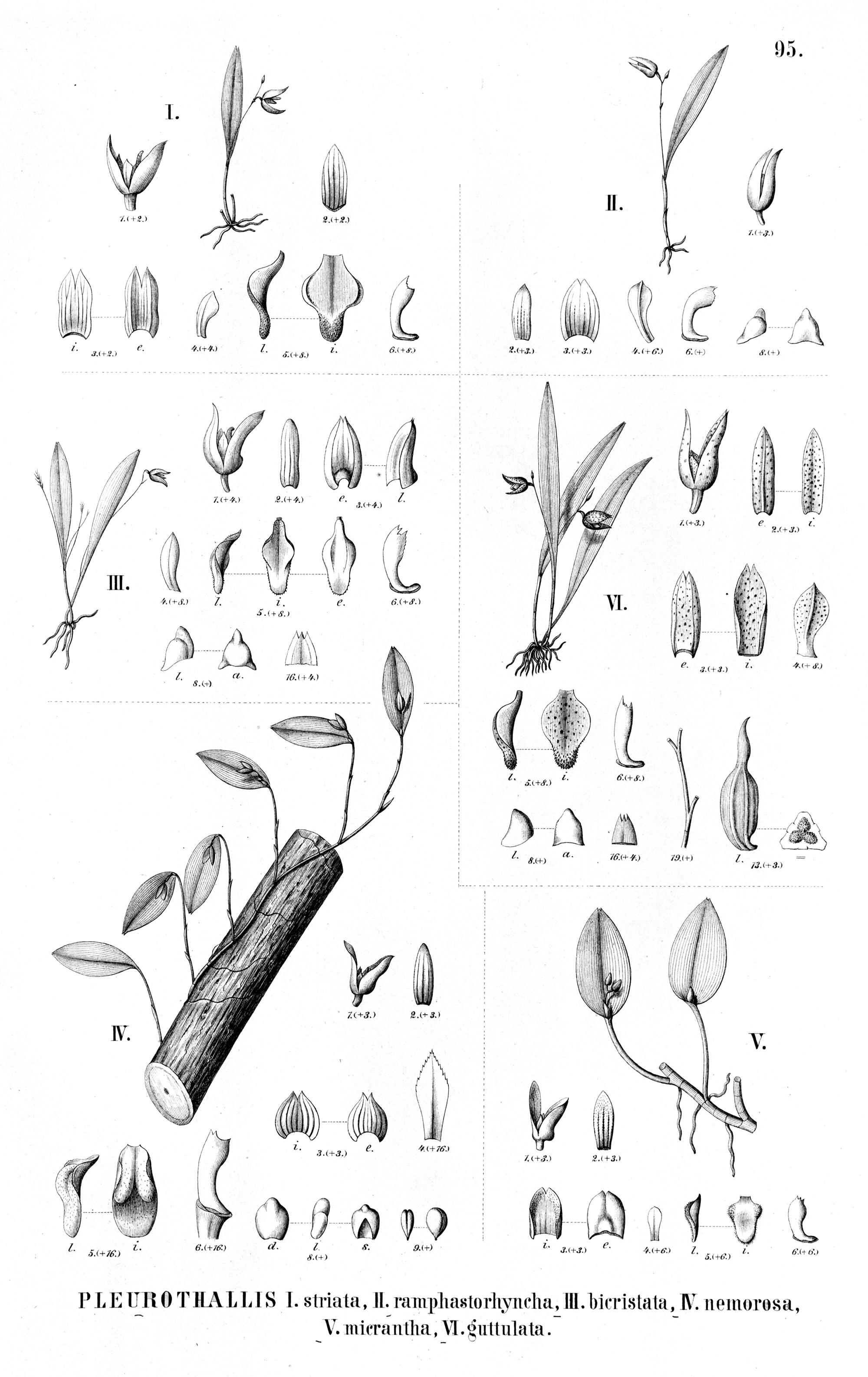